# 扎博奇
50°39′51″N 29°5′10″E / 50.66417°N 29.08611°E
扎博奇（烏克蘭語：Жабоч），是烏克蘭北部的村莊，隸屬日托米爾州的科羅斯滕區。該村面積0.4平方公里，海拔高度169米，2001年人口47，人口密度每平方公里117.79人。